# Trimipramina
da Trimipramina, contendo

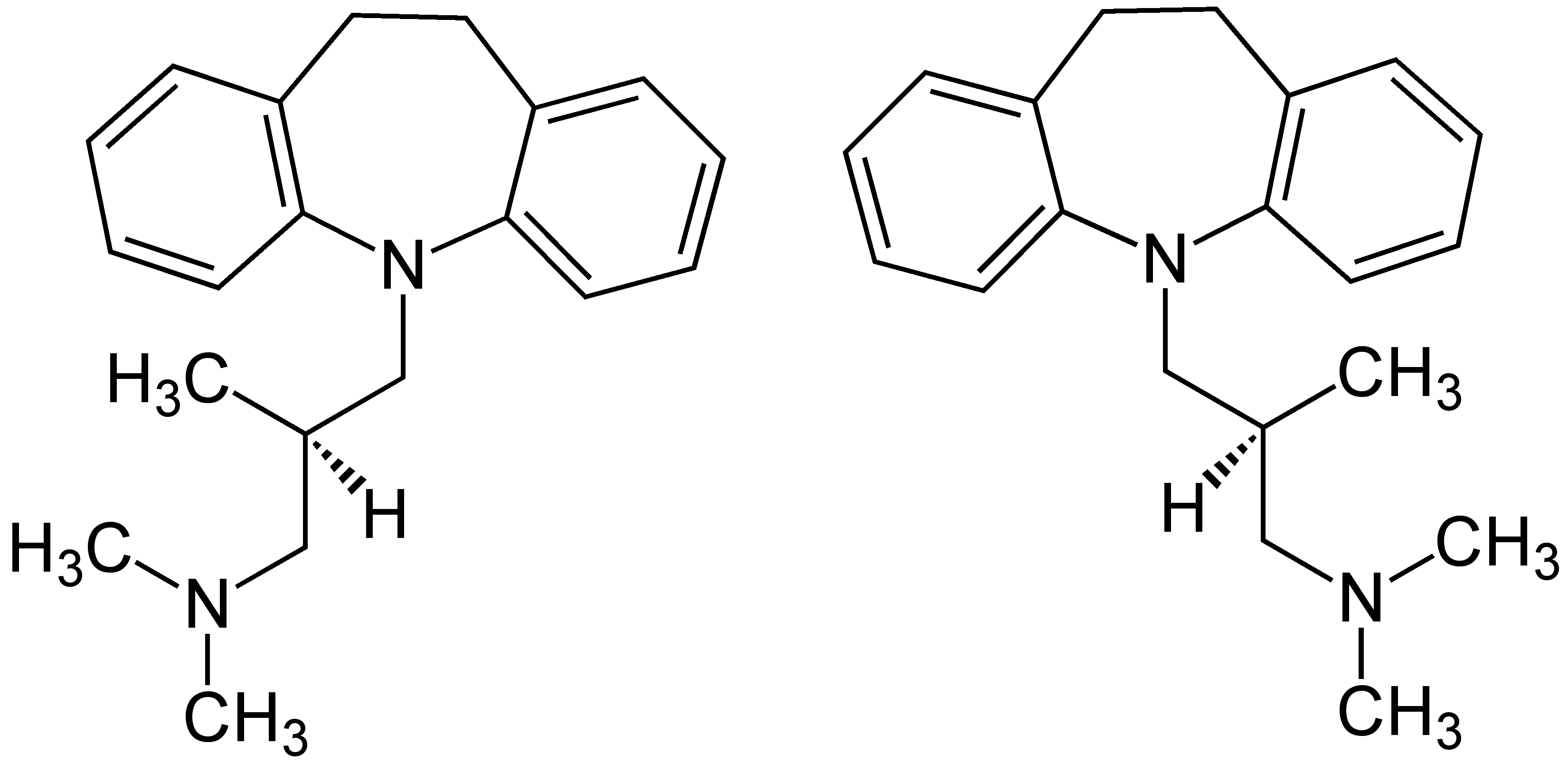
Fórmula de estrutura da Trimipramina. Os 3 anéis na estrutura da Trimipramina indicam que a molécula é um antidepressivo tricíclico.

Trimipramina é um Antidepressivo tricíclico (ADT) com propriedades Antipsicóticos e Anti-histamínicos.

## Mecanismo de ação
O mecanismo de ação da trimipramina é diferente de outros Antidepressivo tricíclicos.  É apenas um inibidor de recaptação moderado de Norepinefrina, e um inibidor fraco de recaptação de Serotonina e Dopamina.  Os principais efeitos são devidos ao bloqueio pos Sinapse considerável como segue:
- Forte: 5-HT2A, Muscarina, H1, H2, Alfa1a
- Moderado: D2
- Fraco: 5-HT1A, Alfa2a

O espectro de efeitos (forte atividade antidepressiva, sedação e Ansiolítico) e Efeito colateral (fortes efeitos colaterais Anticolinérgico e antiadrenérgicos) é o mesmo que com Doxepina.  É também um sedativo mais eficaz do que Amitriptilina.  Trimipramine é a única droga eficaz contra a Insônia conhecida até agora que não altera a arquitetura de sono normal.  Em particular, não suprime o Sono REM. No entanto, este pode, ocasionalmente, ir longe demais, como Pesadelo são uma rara, mas possível efeito colateral do medicamento.  A sua atividade antagonista relativamente forte nos receptores D2 pós-Sinapse levou a um estudo clínico que tentou a Trimipramina como Antipsicótico atípico.  Nele exerceu boa atividade antipsicótica com baixa incidência de Efeitos extrapiramidais e outros efeitos colaterais.  Mas este estudo abrangeu apenas 28 pacientes, de modo que o uso de Trimipramina como um Antipsicótico atípico precisa de mais confirmação e atualmente não pode ser recomendado.  Trimipramina mostra também atividade útil contra a dor crônica.